# دانشگاه میشیگان–دیربورن
دانشگاه میشیگان–دیربورن (انگلیسی: University of Michigan–Dearborn) دانشگاه دولتی آمریکایی است، که در شهر دیربورن، میشیگان مستقر می‌باشد.